# Švýcarsko na Letních olympijských hrách 1920
Švýcarsko se účastnilo Letní olympiády 1920 v belgických Antverpách. Zastupovalo ho 77 mužů ve 13 sportech.

## Medailisté
| Medaile | Jméno                                                                    | Sport             | Soutěž                               |
| ------- | ------------------------------------------------------------------------ | ----------------- | ------------------------------------ |
| Zlato   | Willy Brüderlin Max Rudolf Paul Rudolf Hans Walter Paul Staub            | Veslování         | Muži čtyřka s kormidelníkem          |
| Zlato   | Robert Roth                                                              | Zápas             | muži volný styl nad 82,5 kg          |
| Stříbro | Fritz Hünenberger                                                        | Vzpírání          | Muži lehkotěžká váha do 82,5 kg      |
| Stříbro | Charles Courant                                                          | Zápas             | muži volný styl do 82,5 kg           |
| Bronz   | Édouard Candeveau Alfred Felber Paul Piaget                              | Veslování         | Muži dvojka s kormidelníkem          |
| Bronz   | Fritz Zulauf                                                             | Sportovní střelba | Muži 25 m rychlopalná pistole        |
| Bronz   | Fritz Kuchen Albert Tröndle Arnold Rösli Walter Lienhard Caspar Widmer   | Sportovní střelba | Družstvo mužů 300 m puška            |
| Bronz   | Fritz Zulauf Joseph Jehle Gustave Amoudruz Hans Egli Domenico Giambonini | Sportovní střelba | Družstvo mužů 30 m vojenská pistol   |
| Bronz   | Fritz Kuchen                                                             | Sportovní střelba | Muži 300 metrů vojenská puška, vleže |
| Bronz   | Fritz Kuchen Albert Tröndle Arnold Rösli Caspar Widmer Jacob Reich       | Sportovní střelba | Družstvo mužů 300 metrů puška        |
| Bronz   | Eugène Ryther                                                            | Vzpírání          | Muži pérová váha do 60 kg            |